# بارون دولباخ
پل آنری دیتریش، بارون دولباخ (به فرانسوی: Paul Henri Dietrich, baron d'Holbach) (8 دسامبر ۱۷۲۳–۲۱ ژانویه ۱۷۸۹) دانشمند و فیلسوف قرن هجدهم میلادی آلمانی-فرانسوی است. او از چهره‌های برجسته عصر روشنگری فرانسه بود و کتاب منظومهٔ طبیعت از آثار اوست. بارون دولباخ در ادسهایم، نزدیک لاندائو در فالتس رنیش متولد شد، اما عمدتاً در پاریس زندگی و کار می‌کرد و آنجا یک محفل ادبی داشت. وی به دلیل بی‌خدایی و نوشتارهای گسترده علیه دین مشهور است.

## زندگی
تاریخِ دقیقِ تولّد و مرگِ او دانسته نیست؛ اما اسناد نشان می‌دهد که در ۸ دسامبر ۱۷۲۳ غسل تعمید داده شده‌است. او در خانواده کاتولیک و ثروتمند متولد شد. برخی نویسندگان ژوئن ۱۷۸۹ را به اشتباه ماه مرگ وی اعلام کرده‌اند.
کاترین ژاکوبینا (۱۶۴۳–۱۷۴۳)، مادر دولباخ، دختر یوهانس ژاکوبوس هولباخ (درگذشته ۱۷۲۳) محصل مالیات شاهزاده-اسقف اشپیر و پدرش، یوهان یاکوب دیتریش (۱۶۷۲–۱۷۵۶)، شراب‌ساز بود. د هولباخ دربارهٔ دوران کودکی خود چیزی ننوشته اگرچه مشخص است که وی توسط عمویش فرانتس آدام هولباخ، (یا آدام فرانسوا د هولباخ یا مسیه فرانسوا آدام، بارون د هولباخ، سیگنور هیتز) (ح. ۱۶۷۵–۱۷۵۳) خرید و فروش سهام در بورس پاریس میلیونر شده بود، بزرگ شد. دولباخ با حمایت مالی عمویش از سال ۱۷۴۴ تا ۱۷۴۸ در دانشگاه لیدن تحصیل کرد. آنجا با جان ویلکس دوست شد. بعداً در ۱۱ دسامبر ۱۷۵۰ با عموزاده دوم خود باسیل-ژنویه دوان (۱۷۲۸–۱۷۵۴) ازدواج کرد. در سال ۱۷۵۳ پسرشان فرانسوا نیکلاس که قبل از مرگ پدر فرانسه را ترک کرد، متولد شد. در سال ۱۷۵۳، عمو و پدر دولباخ درگذشتند و ارثی عظیم، از جمله قلعه هیزه، به او رسید.
دولباخ در طول زندگی خود ثروتمند باقی ماند. در سال ۱۷۵۴، همسرش بر اثر بیماری ناشناخته درگذشت. دولباخ که شرایط روحی مناسبی نداشت، برای مدت کوتاهی به همراه دوست خود بارون گریم به استان‌ها نقل مکان کرد و در سال بعد برای ازدواج با خواهر همسر متوفی خود، شارلوت-سوزان دوان (۱۸۱۴–۱۷۳۳) از پاپ حکم ویژه‌ای دریافت کرد. آنها صاحب یک پسر به نام چارلز-ماریوس (۱۷۵۷–۱۸۳۲) و دو دختر به نام‌های آملی-سوزان (۱۳ ژانویه ۱۷۵۹) و لوئیزه-پائولین (۱۹ دسامبر ۱۷۵۹–۱۸۳۰) شدند.
در ماه‌های تابستان، هنگامی که پاریس گرم و مرطوب بود، بارون دولباخ به ملک خود لوشاتو دو گرانوال در حومه پاریس می‌رفت و در آنجا او دوستان خود را برای چند روز یا چند هفته دعوت می‌کرد، از جمله دنی دیدرو که همه ساله یکی از دعوت‌شدگان بود.
دولباخ به سخاوتمندی مشهور بود و اغلب به دوستان خود، از جمله دیدرو، به صورت ناشناس کمک مالی می‌کرد. باور بر این است که که وولمار، بی‌خدای فاضل داستان هلوئیز جدید از ژان-ژاک روسو، از دولباخ اقتباس شده‌است.
هولباخ در ۲۱ ژانویه ۱۷۸۹، چند ماه قبل از انقلاب فرانسه، در پاریس درگذشت. نام نویسنده آثار مختلف ضد دینی وی تا اوایل قرن نوزدهم به‌طور گسترده‌ای ناشناخته باقی ماند. از قضا او در کلیسای سنت روش پاریس به خاک سپرده شد. محل دقیق قبر مشخص نیست.